# 임페리얼 전쟁 박물관
임페리얼 전쟁 박물관(영어: Imperial War Museum)은 영국 잉글랜드에 소재한 5개의 국립박물관으로, 3개는 런던에 위치하고 있다.